# بيدرو دا فونسيكا
بيدرو دا فونسيكا (بالبرتغالية: Pedro da Fonseca‏) هو فيلسوف وكاتب برتغالي، ولد في 1528 في Cortiçada ‏ في البرتغال، وتوفي في 4 نوفمبر 1599 في لشبونة في البرتغال.

## وصلات خارجية
- بيدرو دا فونسيكا على موقع الموسوعة البريطانية (الإنجليزية)